# Gletscherbach (Drakestraße)
Koordinaten: 62° 9′ 0″ S, 58° 56′ 0″ W
Der Gletscherbach ist ein Bach auf der Fildes-Halbinsel von King George Island, der größten der Südlichen Shetlandinseln. 
Im Norden der Halbinsel entspringt er dem Bellingshausen Dome (auf der deutschen Karte von 1984 als Collinseiskappe beschriftet) und fließt in nordwestlicher Richtung zur See-Elefanten-Bucht der Drakestraße.
Von den drei Zuflüssen der Bucht ist er der einzige Gletscherbach.
Im Rahmen zweier deutscher Expeditionen zur Fildes-Halbinsel in den Jahren 1981/82 und 1983/84 unter der Leitung von Dietrich Barsch (Geographisches Institut der Universität Heidelberg) und Gerhard Stäblein (Geomorphologisches Laboratorium der Freien Universität Berlin) wurde der Bach zusammen mit zahlreichen weiteren bis dahin unbenannten geographischen Objekten der Fildes-Halbinsel neu benannt und dem Wissenschaftlichen Ausschuss für Antarktisforschung (Scientific Committee on Antarctic Research, SCAR) gemeldet.